# Manliff Barrington
Manliff Barrington (Monkstown, 19 novembre 1912 – 11 maggio 1999) è stato un pilota motociclistico irlandese.

## Carriera
Ha vinto una classe del primo gran premio della storia del motomondiale, il Tourist Trophy 1949 nella classe 250.
È stata questa l'unica vittoria nel campionato mondiale in carriera.
La sua carriera nel motociclismo era peraltro iniziata prima della seconda guerra mondiale e la prima partecipazione registrata al Tourist Trophy risale all'edizione del 1935 con un 11º posto finale e la prima vittoria all'edizione del 1947.
La sua carriera sportiva ha avuto termine a causa di un incidente occorso, sempre nella competizione che si svolge sull'Isola di Man, nel 1952 ed è scomparso all'età di 87 anni l'undici maggio 1999.

## Risultati nel motomondiale

### Classe 250
| 1949 | Classe | Moto       |   |  |    |    |  |  | Punti | Pos. |
| ---- | ------ | ---------- | - |  | -- | -- |  |  | ----- | ---- |
| 1949 | 250    | Moto Guzzi | 1 |  | NE | NE |  |  | 10    | 6º   |

| Legenda | 1º posto        | 2º posto            | 3º posto            | A punti      | Senza punti        | Grassetto – Pole position Corsivo – Giro più veloce |
| Legenda | Gara non valida | Non qual./Non part. | Ritirato/Non class. | Squalificato | '-' Dato non disp. | Grassetto – Pole position Corsivo – Giro più veloce |

### Classe 500
| 1950 | Classe | Moto        |     |  |  |  |  |  |  |  | Punti | Pos. |
| ---- | ------ | ----------- | --- |  |  |  |  |  |  |  | ----- | ---- |
| 1950 | 500    | Vincent-HRD | Rit |  |  |  |  |  |  |  | 0     |      |

| 1951 | Classe | Moto   |  |  |   |  |  |  |  |  | Punti | Pos. |
| ---- | ------ | ------ |  |  | - |  |  |  |  |  | ----- | ---- |
| 1951 | 500    | Norton |  |  | 5 |  |  |  |  |  | 2     | 19º  |

| Legenda | 1º posto        | 2º posto            | 3º posto            | A punti      | Senza punti        | Grassetto – Pole position Corsivo – Giro più veloce |
| Legenda | Gara non valida | Non qual./Non part. | Ritirato/Non class. | Squalificato | '-' Dato non disp. | Grassetto – Pole position Corsivo – Giro più veloce |